# علم قطر
العلم الوطني لدولة قطر له لون عنابي يخترقه لون أبيض، وبه تسعة رؤوس تنفذ في الجزء العنابي اللون.

## معاني العلم
- الأبيض هو الرمز المعروف عالمياً للسلام.
- العنابي يرمز إلى الدم الذي أريق أو الدم المتخثر، ويذكر أن قطر قدمت دماء كثيرة في حروبها التي خاضتها لا سيما في النصف الأخير من القرن التاسع عشر في الحرب القطرية البحرينية
- أما الرؤوس التسعة الموجودة في علم دولة قطر فإنه من الواضح أنها ترمز إلى أن قطر هي تاسع إمارة من إمارات ساحل عُمان بعد البحرين ودبي وأبوظبي وعجمان والفجيرة والشارقة ورأس الخيمة وأم القيوين، فقد أضيفت إلى عدد الإمارات المتصالحة بعد إبرام الاتفاقية القطرية البريطانية في عام 1916 م. وقد ذكر ذلك في ملفات وزارة الخارجية البريطانية في عام 1931 م بشأن تصميم علم دولة قطر ولونه.

## قانون العلم القطري
أصدر حضرة صاحب السمو الشيخ حمد بن خليفة آل ثاني أمير دولة قطر القانون رقم (14) لسنة 2012 بشأن العلم القطري. 

ونص القانون على نشره في الجريدة الرسمية.

ونص القانون على أن يكون العلم الوطني لدولة قطر، من حيث الشكل والتصميم والألوان والمقاسات والخامات والتكوين ومتطلبات الأداء، وفقاً للمواصفات المنصوص عليها في الملحق رقم (1) المرفق بهذا القانون.

ويكون العلم الخاص بالأمير وفقاً للمواصفات المنصوص عليها في الملحق رقم (1) المشار إليه.

كما نص القانون على أن يُحدد بقرار من القائد الأعلى للقوات المسلحة شكل ومواصفات أعلام الأفرع والوحدات الرئيسية للقوات المسلحة، وشروط وضوابط استعمالها، وما يجب أداؤه لها من الاحترام والتوقير.

ونص القانون أيضاً على أنه يجب احترام العلم القطري بوصفه رمزاً للدولة، والتعامل معه بكرامة، وعدم تعريضه للمهانة بأي طريقة كانت. ويُحظر رفع أو عرض أو تداول العلم القطري، إذا كان تالفاً أو مستهلكاً أو باهت الألوان أو بأي طريقة غير لائقة. كما يحظر استخدام العلم القطري لأغراض تخالف الغرض الأصلي لاستخدامه، أو إضافة أية عبارات أو صور أو تصاميم عليه، أو استخدامه لأغراض تجارية، أو كعلامة تجارية أو جزء منها، أو بغرض الدعاية والإعلان.

وقضى القانون بأن يكون بروتوكول استخدام العلم القطري، بما في ذلك أحوال وقواعد رفع وتنكيس العلم، وفقاً للضوابط والأوضاع والإجراءات المنصوص عليها في الملحق رقم (2) المرفق بهذا القانون. وتؤدى التحية العسكرية للعلم القطري، من قبل العسكريين، أثناء رفع العلم على الساري أو إنزاله، وأثناء الاستعراضات العسكرية. 

ونص قانون العلم على أنه مع عدم الإخلال بأية عقوبة أشد ينص عليها قانون آخر، يعاقب بالحبس مدة لا تجاوز ثلاث سنوات، وبالغرامة التي لا تزيد على مائتي ألف ريال، أو بإحدى هاتين العقوبتين، كل من أهان بإحدى طرق العلانية العلم القطري، بتمزيقه، أو إنزاله من مكان رفعه، أو بإتيان فعل أو الامتناع عن فعل يعبر عن الازدراء أو الكراهية أو عدم الاحترام الواجب للعلم.

كما نص القانون على أنه مع عدم الإخلال بأية عقوبة أشد ينص عليها قانون آخر، يعاقب بالحبس مدة لا تجاوز ستة أشهر، وبالغرامة التي لا تزيد على مائة ألف ريال، أو بإحدى هاتين العقوبتين، كل من ارتكب فعلاً من الأفعال التالية:
1. 1. خالف أياً من أحكام المادتين (3) و(4) من هذا القانون.
2. باع أو عرض للبيع أو تداول العلم القطري، بالمخالفة للمواصفات المنصوص عليها في هذا القانون والقرارات المنفذة له.
3. رفع أو نكس أو استخدم العلم القطري، بالمخالفة لأحكام هذا القانون والقرارات المنفذة له.

ويحدد رئيس الديوان الأميري الوحدة الإدارية المختصة بجميع الشؤون المتعلقة بتطبيق وتنفيذ أحكام هذا القانون والتأكد من الالتزام بأحكامه. وتتولى الجهات الحكومية المعنية، كل فيما يخصه، بالتنسيق مع الوحدة الإدارية المختصة المشار إليها في المادة السابقة، إصدار تراخيص صناعة العلم القطري واستيراده وبيعه، وفقاً للمواصفات المنصوص عليها في هذا القانون.
ويجوز بقرار من الأمير تعديل الملحقين رقمي (1)، (2) المرفقين بهذا القانون. ويُصدر رئيس الديوان الأميري القرارات اللازمة لتنفيذ أحكام هذا القانون.
ونص القانون على نشره في الجريدة الرسمية.

## معرض صور